# Фаткуллин, Рашид Хабибуллаевич
Раши́д Хабибулла́евич Фатку́ллин (25 октября 1954, г. Алмалык, Ташкентская область, УзССР) — генерал-майор, начальник высшего военного училища Внутренних войск Министерства внутренних дел Республики Казахстан (2004-2006).

## Биография
Родился 25 октября 1954 года в городе Алмалыке, Ташкентской области, Узбекской ССР.
В 1979 году экстерном окончил Саратовское высшее военное училище Внутренних войск МВД СССР им. Ф.Э. Дзержинского.
В 1987 году окончил Карагандинскую высшую школу МВД СССР, в этом же году – Высшие курсы МВД СССР
В 1991 году окончил Академию МВД СССР.
С 1979 года по 2004 год проходил службу на различных должностях от командира взвода до командира соединения.
С 2004 года по 2008 год начальник Высшего военного училища Внутренних войск, первый заместитель начальника Главного штаба войск Комитета Внутренних войск и заместитель Командующего Внутренними войсками МВД Республики Казахстан по воспитательной и социально-правовой работе.
С 6 ноября 2008 года первый заместитель Командующего Внутренними войсками МВД Республики Казахстан – начальник Главного штаба.
Воинское звание генерал-майор.

## Награды
- Орден «За службу Родине в Вооружённых Силах СССР» ІІІ степени
- Орден «Данк» ІІ степени